# Yasin Islek

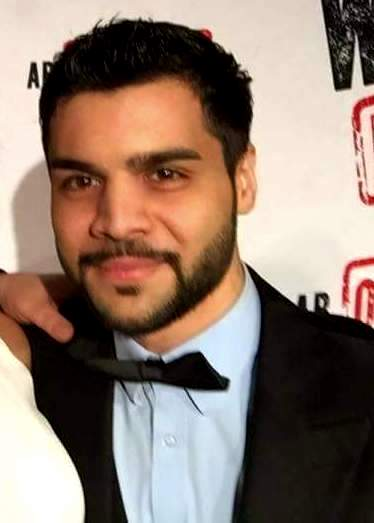
Yasin Islek (2015)

Yasin Islek (eigentlich Yasin İşlek; * 8. Februar 1988 in Solingen, Deutschland) ist ein deutsch-türkischer Schauspieler und Model.

## Leben

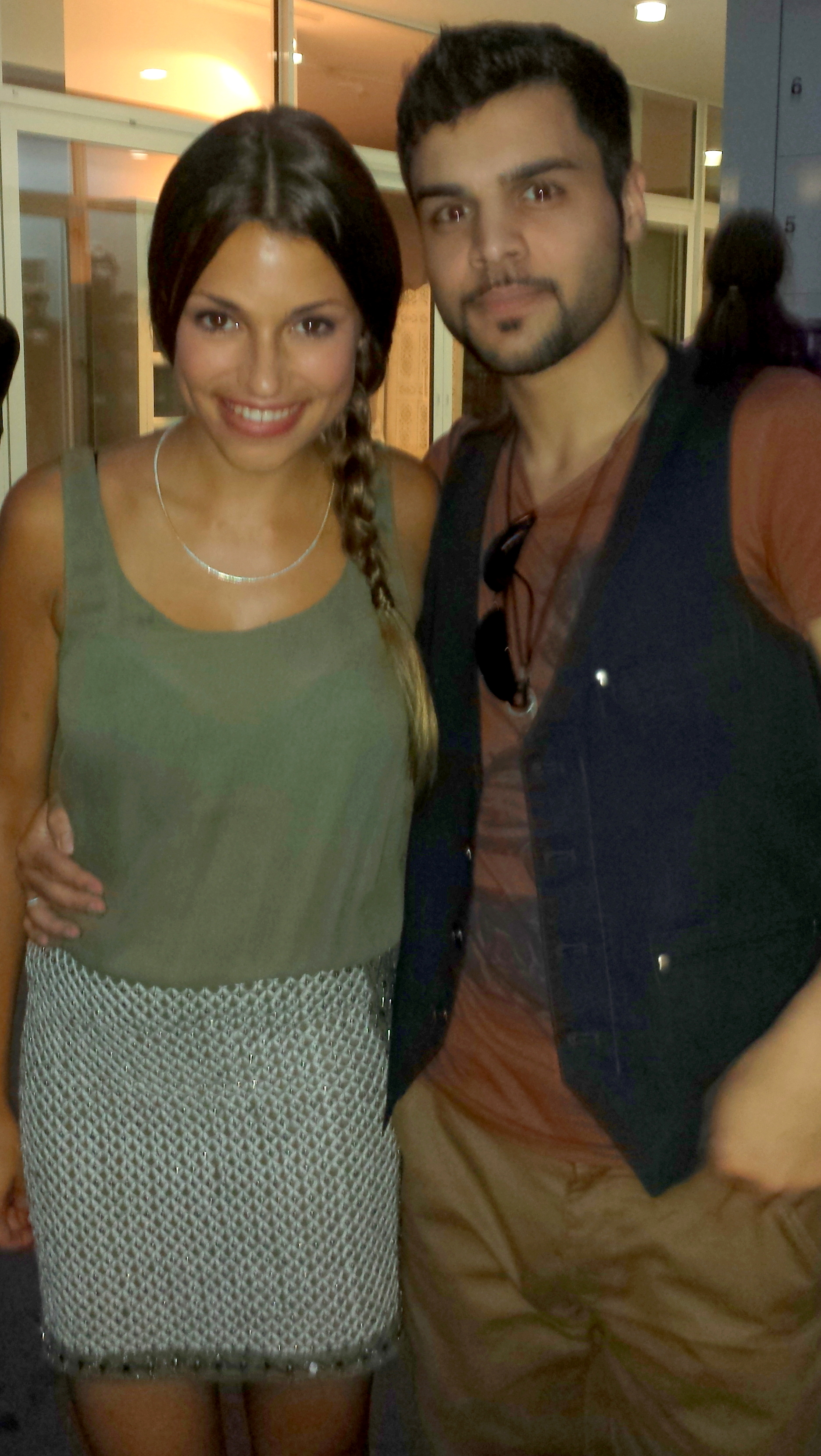
Yasin Islek (mit Anna Julia Kapfelsperger)

Islek absolvierte 2011 seine Ausbildung als Medienkaufmann. 2015 machte er eine Ausbildung zum Schauspieler an der Filmschauspielschule in Düsseldorf (SSA). Islek spricht vier Sprachen: englisch, deutsch, türkisch und spanisch. Er ist auch CEO der Künstler-, Marketing- & Medienagentur Artisdo.
Schon als Kind drehte Islek Sketche vor der Kamera. 2003, auf der Realschule bei einem Sketch in französischer Sprache, hatte er seine erste Berührung mit dem Schauspiel. Ein Jahr später spielte er in einem professionelleren Rahmen eine tragende Nebenrolle in Shakespeare’s „Der Sturm“. In der Kinderbuchverfilmung Vorstadtkrokodile 3 (u. a. mit Axel Stein) machte er seine erste Filmerfahrung. Damit fiel seine endgültige Entscheidung, eine Schauspielausbildung zu beginnen. Islek wirkte seitdem bereits in diversen Kino- und TV-Produktionen mit, u. a. spielte er mit bei Alarm für Cobra 11 neben Tom Beck & Erdoğan Atalay, an der Seite von Almila Bagriacik & Christoph Maria Herbst bei 300 Worte Deutsch und bei Annette neben Adam Driver, Marion Cotillard und Simon Helberg. Seit 2018 ist Islek neben Eddy Cheaib, Caroline Pharo und Amjad fester Hauptcast der Sketchcomedy-Serie JokeRS Comedy.
2010 bei einem Model-Wettbewerb mit Foto-Shooting und Modenschau in einem Einkaufszentrum (mit. u. a. Jury-Mitglied Jana Ina Zarrella) trat er erstmals als Model in Erscheinung. Dort machte er seine ersten professionellen Erfahrungen in diesem Metier und belegte auch gleich im Finale den zweiten Platz. Seitdem arbeitete er für Marken und Boutiquen wie Jack&Jones, s.Oliver, Adidas, Emilio Adani und viele Weitere.

## Filmografie (Auswahl)
- 2010: Vorstadtkrokodile 3
- 2011: Indisch für Anfänger
- 2012: Danni Lowinski (Staffel 3 – Episode „Nazi“)
- 2013: 300 Worte Deutsch
- 2013: ZDFneo Magazin – Spoof Commercial für „Glümp Ayrancola“
- 2013: Tek Ümit – Die einzige Hoffnung
- 2013: Knallerfrauen (Staffel 3 – Sketch „Ja ich weiß“)
- 2014: Alarm für Cobra 11
- 2016: VOLT
- 2016: Rabenmütter (Staffel 1 – Sketch „Pfefferspray“)
- 2017: Thirteen
- 2018: JokeRS Comedy
- 2019: We Go High
- 2021: Annette

## Theater (Auszug)
- 2003: Der Sturm (Shakespeare) (W. Shakespeare’s The Tempest) (Nebenrolle)
- 2011: Der stille Revolutionär (Nebenrolle)
- 2012: Die neuen Leiden des jungen W (Hauptrolle)
- 2013: Alice im Wunderland (Nebenrolle)
- 2014: Warten auf Godot (Hauptrolle)

## Modelographie (Auszug)
- 2010: Marktkarree Model Contest 2010 (2. Platz), u. a. mit Jana Ina Zarrella & Danny Kluczny
- 2011: Romeo&Julia Boutique Summer Fashion Show in Düsseldorf
- 2011: Romeo&Julia Boutique Winter Fashion Show im Schloss Garath
- 2012: I Love Models Contest in Köln (Finalist), u. a. mit Irena Then (Playmate August 2011) & David Ortega
- 2014: Marktkarree (5th Anniversary) Camp David, s. Oliver & Adidas Spring Collection
- 2016: Emilio Adani Winter Collection in Leverkusen

## Auszeichnungen
- 2017: PLATINUM REMI AWARD 2017 für den besten Kurzfilm in der Kategorie Independent Shortfilm 311. Dramatic – Original des Independentfilmfestivals WorldFest Houston in Houston (Texas) für THIRTEEN von Sasha Sibley[3]

- 2019: CHARITY VIDEO AWARD 2019 (3rd) für den besten Kurzfilm in Düsseldorf (NRW) für WE GO HIGH von Denis Seyfarth[4]

- 2021: GOLDENE PALME 2021 nominiert in der Kategorie bester Film bei den Internationalen Filmfestspielen von Cannes in Cannes (Frankreich) für ANNETTE von Leos Carax[5]